# Alcocer, Spanien
Alcocer är en kommunhuvudort i Spanien.   Den ligger i provinsen Provincia de Guadalajara och regionen Kastilien-La Mancha, i den centrala delen av landet, 90 km öster om huvudstaden Madrid. Alcocer ligger 789 meter över havet och antalet invånare är 311.
Terrängen runt Alcocer är kuperad norrut, men söderut är den platt. Runt Alcocer är det mycket glesbefolkat, med 4 invånare per kvadratkilometer. Närmaste större samhälle är Sacedón, 10,5 km väster om Alcocer. Trakten runt Alcocer består till största delen av jordbruksmark.